# Choriaster
Genre
Choriaster est un genre monospécifique d'étoiles de mer de la famille des Oreasteridae.

## Systématique
Le genre Choriaster a été créé en 1869 par Christian Frederik Lütken.

## Description
Ce sont des étoiles très particulières, à l'allure potelée. Leurs cinq bras sont en forme de gros boudins aux extrémités arrondies.

## Liste d'espèces
Selon World Register of Marine Species (9 juillet 2021) :
- Choriaster granulatus Lütken, 1869